# 5五将棋
5五将棋（ごごしょうぎ、Minishogi）とは、将棋のルールを変更したゲーム（変則将棋）であり、二人で行うボードゲーム（盤上遊戯）の一種。
1970年に楠本茂信が発表した、ごく新しい将棋である。
2010年に発売された「ウルトラマンしょうぎ」（宝島社）は、この5五将棋を製品化したものである。引き続き、2012年に「ゲゲゲの鬼太郎しょうぎ」、2014年に「仮面ライダーしょうぎ」が製品化されている（いずれも日本5五将棋連盟考案。ウルトラマンしょうぎは日本女子プロ将棋協会監修）。いずれもルールは5五将棋である。
2021年に森内俊之監修で幻冬舎から発売されたゲームは、当ゲームのルールを基本とするものだが、ついたてを使い、各駒にポイント数をつけての一定のポイント以内での駒自由選択／駒自由配置の変則対局も可能としている。
複数のコンピュータソフトによる自己対戦により、「千日手後手勝ち」ルールを採用した場合、後手が有利なゲームであると予想されている。

## ルール
盤面が縦横5マスで、最終1列のみが敵陣である事を除き駒の動き等は将棋と同じ。また本将棋と異なり、「千日手は後手勝ち」というルールが採用されている。
連続王手による千日手の場合、王手を掛けている側が手を変えなければならない。本来のルールでは手順中に王手を含む千日手は攻め方が手を変えなければならないが、UEC杯などでは不採用となっている。